# Kanae Itō
Kanae Itō (Prefettura di Nagano, 26 novembre 1986) è una doppiatrice e cantante giapponese.
È affiliata con Aoni Production e come cantante lavora per l'editore Lantis.

## Doppiaggio
In grassetto i ruoli da protagonista.

### Anime
- A Certain Scientific Accelerator (Ruiko Saten)
- Aikatsu! (Kokone Kurisu)
- Asobi ni Iku yo! (Elis)
- Battle Spirits - Brave (Plym Machina)
- Birdy the Mighty Decode (Natsumi Hayamiya)
- Birdy the Mighty Decode:02 (Natsumi Hayamiya)
- Boku wa Tomodachi ga Sukunai (Sena Kashiwazaki)
- Dragon Ball Super (Cocoa Amaguri)
- Drifters (EASY)
- Gegege no Kitarō (Bambino nella locanda (ep. 84); la ragazza (ep. 89); ragazza (ep. 42, 75); Yoriko (ep. 95))
- Gintama (Ragazza A (ep 110))
- Hanasaku iroha (Ohana Matsumae)
- Harukana receive (Ayasa Tachibana)
- Hatara Kizzu Maihamu Gumi (Kumi)
- Hataraku maō-sama! (Suzuno Kamazuki/Crestia Bell)
- Himitsu no AiPri (Akai Mega-nee)
- Idol Time PriPara (Akai Mega-nee)
- Kiddy Girl-and (Belle (ep 6))
- Kin'iro no Corda (female (ep 27))
- Kiratto Pri Chan (Akai Mega-nee)
- Kyō, Koi o Hajimemasu (Tsubaki Hibino)
- Last Exile ~Fam, The Silver Wing~ (Sara Augusta)
- Masamune-kun's Revenge (Kikune Kiba)
- Mayoi Neko Overrun! (Fumino Serizawa)
- Motto To Love-Ru (Nana Astar Deviluke)
- Nekogami Yaoyorozu (Amane)
- New Panty & Stocking with Garterbelt (Prigioniera A)
- Ōkami-san to Shichinin no Nakama-tachi (Ringo Akai)
- One Piece (Carrot, Blufan, Boa Hancock (giovane))
- Persona 4: The Animation (Ai Ebihara)
- Persona 4: The Golden Animation (Ai Ebihara)
- Queen's Blade -Rurō no Senshi- (Airi)
- Queen's Blade:Gyokuza o Tsugumono (Airi)
- Ro-Kyu-Bu! (Aoi Ogiyama)
- Rurouni Kenshin (serie animata 2021) (Elder Peaberry)
- Sacred Seven (Wakana Itō)
- Shakugan no Shana S (Junko Ōgami)
- Shinryaku! Ika Musume (Sanae Nagatsuki)
- Shinryaku!? Ika Musume (Sanae Nagatsuki)
- Shugo Chara! (Amu Hinamori; Dia)
- Shugo Chara! Party! (Amu Hinamori; Dia)
- Shugo Chara!! Doki— (Amu Hinamori; Dia)
- Pretty Rhythm: Aurora Dream (Kaname Chris; Akai Mega-nee)
- Pretty Rhythm: Dear My Future (Hye In; Kaname Chris; Akai Mega-nee)
- Pretty Rhythm: Rainbow Live (Akai Mega-nee; Starn)
- PriPara (Akai Mega-nee)
- Softenni (Asuna Harukaze)
- Sora no Manimani (Mihoshi Akeno)
- Taishō Yakyū Musume (Koume Suzukawa)
- The World God Only Knows (Elucia de Lut Ima "Elsie")
- The World God Only Knows II (Elucia de Lut Ima "Elsie")
- To Love-Ru OVA (Nana Astar Deviluke)
- A Certain Scientific Railgun (Ruiko Saten)
- A Certain Magical Index II (Ruiko Saten (extra DVD))
- Valkyrie Drive: Mermaid (Ranka Kagurazaka)
- Waccha PriMagi! (Tanto; Mega-nee)
- Wolf Girl & Black Prince (Erika Shinohara)

### Videogiochi
- Accel World Vs. Sword Art Online: Millennium Twilight (Persona Babel)
- Blue Archive (Ruiko Saten)
- Code of Princess (General Alchemia)
- Digimon Story: Cyber Sleuth (Yuuko Kamishiro)
- Digimon Story: Cyber Sleuth - Hacker's Memory (Yuuko Kamishiro)
- Dragalia Lost (Yukimura)
- Dragon Ball Xenoverse (Kaio supremo del tempo)
- Dragon Ball Xenoverse 2 (Kaio supremo del tempo)
- Dynasty Warriors 7 (Wang Yuanji)
- Dynasty Warriors 8 (Wang Yuanji)
- Dynasty Warriors 9 (Wang Yuanji)
- Fate/Grand Order (Saber/Trung Nhi)
- Fist of the North Star: Ken's Rage (Rin)
- Fist of the North Star: Ken's Rage 2 (Rin)
- Fragile Dreams: Farewell Ruins of the Moon (ragazza, serva 2)
- God Eater (Hibari Takeda)
- Granblue Fantasy (Sturm)
- Hyperdimension Neptunia (Red)
- Hyperdimension Neptunia Mk2 (Red)
- Hyperdimension Neptunia Victory (Red)
- Legend of Heroes: Ao no Kiseki (Campanella)
- Luminous Arc Infinity (Alto)
- Mega Man ZX (Sardine)
- Million Arthur: Arcana Blood (Clone Fay)
- One Piece: Pirate Warriors 4 (Carrot)
- Persona 4 (Ai Ebihara, Yumi Ozawa, Mayumi Yamano)
- Photo Kano (Haruka Niimi)
- Pretty Rhythm: Mini Skirt (Rizumu Amamiya)
- Queen's Blade: Spiral Chaos (Airi)
- Queen's Gate: Spiral Chaos (Airi)
- Rune Factory Oceans (Elena)
- Senran Kagura: Peach Beach Splash (Ranka Kagurazaka)
- Shining Hearts (Nellis, Amyl, and Aerie)
- Shinobi Master Senran Kagura: New Link (Airi)
- Super Smash Bros. Ultimate (Mii Fighter Type 4)
- Sword Art Online: Infinity Moment (Yui)
- Sword Art Online: Hollow Fragment (Yui)
- Sword Art Online: Lost Song (Yui)
- Sword Art Online: Hollow Realization (Yui)
- Sword Art Online: Fatal Bullet (Yui)
- Sword Art Online: Last Recollection (Yui)
- Tales of the World: Radiant Mythology 2 (Kanonno Earhart)
- Tales of the World: Radiant Mythology 3 (Kanonno Earhart)
- Tales of the Rays (Kanonno Earhart)
- Tales of Crestoria (Kanonno Earhart)
- The Legend of Heroes: Trails in the Sky the 3rd (Campanella)
- The Legend of Heroes: Trails to Azure (Campanella)
- The Legend of Heroes: Akatsuki no Kiseki (Campanella)
- The Legend of Heroes: Trails of Cold Steel III (Campanella)
- The Legend of Heroes: Trails of Cold Steel IV (Campanella, Grandmaster)
- The Legend of Heroes: Trails into Reverie (Grandmaster)
- TTo aru kagaku no railgun (Ruiko Saten)
- Valkyrie Drive: Bhikkhuni (Ranka Kagurazaka)
- Warriors All-Stars (Wang Yuanji)
- Warriors Orochi 3 (Wang Yuanji)
- Warriors Orochi 4 (Wang Yuanji)
- Yakuza 3 (Eri)
- Yakuza 6: The Song of Life (Eri)

## Musica
- Per Asobi Ni Ikuyo cantò una delle tre sigle di chiusura "Happy Sunshine"
- Per Mayoi Neko Overrun! interpretò con Yuka Iguchi e Ayana Taketatsu la sigla di apertura "Happy New Nyaa" (はっぴぃ にゅう にゃあ?) e la sigla di chiusura "Ichalove Come Home!" (イチャラブ Come Home!?).
- Per Queen's Blade: Gyokuza o Tsugumono interpretò la sigla di chiusura "Buddy-body" insieme a Rie Kugimiya e Yūko Gotō.
- Per Shugo Chara! e Shugo Chara!! Doki— ha interpretato diversi brani interni.
- Per Taishō Yakyū Musume interpretò la sigla di apertura "Romantic Strike" (浪漫ちっくストライク?) (insieme a Mai Nakahara, Kana Ueda e Mamiko Noto) e la sigla di chiusura "Yume Miru Kokoro" (ユメ・ミル・ココロ?).
- Per Shinryaku! Ika Musume interpretò la sigla di chiusura, "Metamerism" (メタメリズム?).
- Per The World God Only Knows ha interpretato la sigla di chiusura "Koi no Shirushi" (una versione da sola e un'altra con Ayana Taketatsu, Aoi Yūki, Nao Tōyama e Kana Hanazawa)
- Per The World God Only Knows II ha interpretato la sigla di chiusura Ai no Yokan in due versioni: una in singolo, una con Saori Hayami e un'altra (usata nell'anime) con, oltre a Hayami, Ami Koshimizu, Kana Asumi e Aki Toyosaki.
- Per Kyō, Koi o Hajimemasu ha interpretato entrambe le sigle di chiusura "Ijiwaru na Koi" e "Mirai Kinenbi".